# 사르기스 홉세퍈
사르기스 홉세퍈(아르메니아어: Սարգիս Հովսեփյան, 1972년 11월 2일 ~ )은 아르메니아의 전 축구 선수, 축구 감독으로 선수 시절 라이트 백으로 활약하였다.

## 같이 보기
- A매치 100경기 이상 출전한 축구 선수 명단